# Nikolaj Umov
Nikolaj Alexejevič Umov (rusky Николай Алексеевич Умов; 23. lednajul./ 4. února 1846greg. Simbirsk, dnes Uljanovsk – 15.jul./ 28. ledna 1915greg. Moskva) byl ruský fyzik, zabývající se především přenosy a přeměnami energie.
Je autorem řady obsáhlých prací o elektrodynamice, zemském magnetismu, teorii vlnění a optice. Nejvýznamnější je jeho objev závislosti hustot a toků energie, nazvanou později Umovův-Poyntingův vektor. Objevil také Umovův efekt – závislost mezi odrazivostí a polarizací světla vesmírných těles.